# Frederick Catherwood

Frederick Catherwood

Frederick Catherwood (Londen, 27 februari 1799 – Atlantische Oceaan, 27 september 1854) was een Engels archeoloog, architect, illustrator en avonturier. Catherwood is vooral bekend vanwege het verslag en de illustraties die hij maakte van een ontdekkingsreis naar de Mayavindplaatsen in Centraal-Amerika.
Catherwood had in zijn jonge jaren verschillende reizen gemaakt naar het Middellandse Zeegebied en maakte tal van illustraties van de bouwwerken van de oude culturen uit die regio. Via John Lloyd Stephens kwam hij in contact met het werk van Juan Galindo over de ruïnes van Copán. Catherwood en Stephens besloten in 1839 naar Centraal-Amerika af te reizen. Tussen 1839 en 1843 bereisden zij uitgebreid het Mayagebied en bezochten 44 Mayasteden, waarvan zij er enkele als eerste westerlingen ontdekten, waaronder Kabah, Quiriguá en Labná. Catherwood en Stephens deden voor het eerst serieus onderzoek naar de Mayavindplaatsen en worden gezien als de herontdekkers van de Maya's. Catherwood merkte de grote verschillen tussen de Mayabouwwerken en de architectuur van de Oude Wereld, en kwam tot de in die tijd baanbrekende conclusie dat de in de jungle verscholen steden niet door westerlingen maar door de voorouders van de inheemse bevolking waren gebouwd. Stephens en Catherwood publiceerden in 1841 Incidents of Travel in Central America, Chiapas, and Yucatan en twee jaar later Incidents of Travel in Yucatan die een wereldwijd succes werden. Beide boeken waren geïllustreerd met etsen van Catherwood. Een groot deel van Catherwoods oorspronkelijke illustraties zijn later bij een brand verloren gegaan.
In 1854 kwam Catherwood om het leven bij een scheepsongeval.

## Galerij

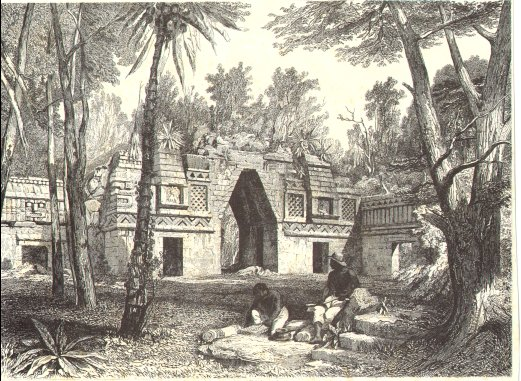
Labná
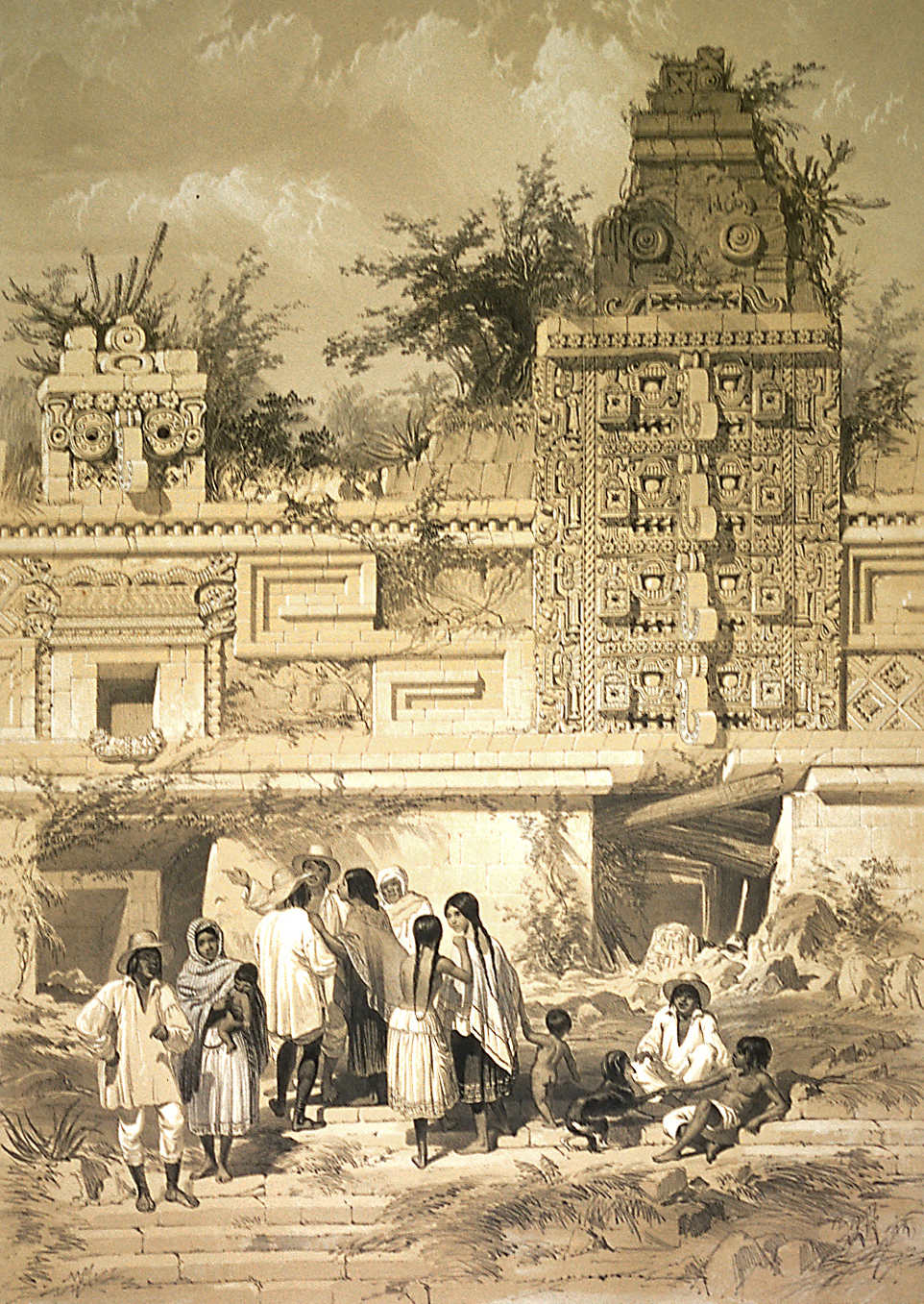
Kabah
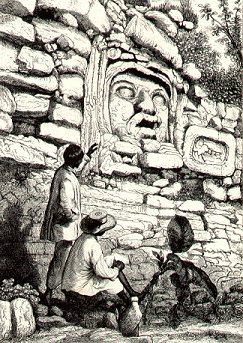
Izamal
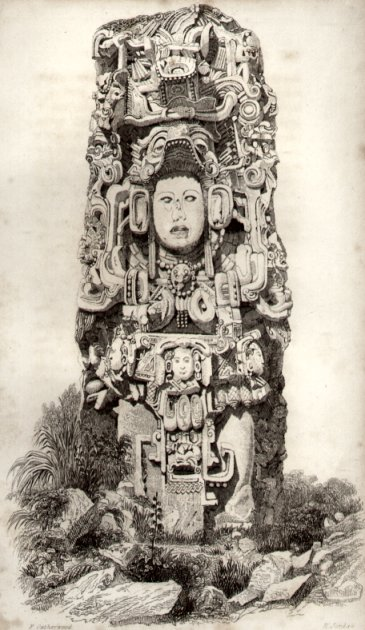
Copán

- Bibsys: 1615358755068
- Biblioteca Nacional de España: XX1219649
- Bibliothèque nationale de France: cb122397386 (data)
- Stuttgart Database of Scientific Illustrators 1450–1950: 6184
- Gemeinsame Normdatei: 118519670
- International Standard Name Identifier: 0000 0001 1453 3359
- Library of Congress Control Number: n79069717
- Bibliotheek van het Japanse parlement: 001292867
- Nationale Bibliotheek van Tsjechië: uk20191049208
- Nationale bibliotheek van Australië: 35026596
- Nationale Bibliotheek van Israël: 987007307091405171
- Nationale Bibliotheek van Polen: a0000002067816
- Nederlandse Thesaurus van Auteursnamen: 226205061
- PIC: 289688
- Réseau des bibliothèques de Suisse occidentale: 02-A003084105
- RKD-Nederlands Instituut voor Kunstgeschiedenis: 15945
- SNAC: w6f48djd
- Système universitaire de documentation: 031120482
- Trove: 800193
- Union List of Artist Names: 500029939
- Virtual International Authority File: 100283356
- WorldCat: E39PBJq6X4kX3KFvJpKmXXBVmd